# علیباش، برتین
علیباش، برتین (به لاتین: Alibaş, Bartın) یک منطقهٔ مسکونی در ترکیه است که در استان بارتین واقع شده‌است.

## خصوصیات
علیباش ۳۹۰ نفر جمعیت دارد.